# Cato Nordbeck
Cato Johan Nordbeck (* 22. Februar 1940; † 20. Juni 2022) war ein norwegischer Radrennfahrer und nationaler Meister im Radsport.

## Sportliche Laufbahn
Nordbeck war im Straßenradsport aktiv. Im Alter von 17 Jahren begann er mit dem Radsport. 1965 gewann er den norwegischen Titel im Straßenrennen. 1967 holte er den nationalen Titel im Einzelzeitfahren. Nordbeck nahm 1964 an den Straßenradsport-Weltmeisterschaften teil und belegte dort im Einzelrennen den 51. Platz. Bei den Straßenradsport-Weltmeisterschaften 1965 belegte er den 60. Platz in der Amateurklasse. Er nahm 1967 an den Straßenradsport-Weltmeisterschaften teil und belegte dort den 67. Platz. Bei den Nordischen Meisterschaften im Straßenradsport 1968 wurde er Zweiter im Einzelrennen. Den Kongepokal (Königspokal), der für die beste sportliche Leistung bei norwegischen Meisterschaften vergeben wird, erhielt Nordbeck 1965. Er startete für den Verein Fana IL.